# There's a heartache following me
"There's a heartache following me" is een single van de Amerikaanse zanger Jim Reeves.

## Hitnotering
| There's a heartache following me | There's a heartache following me | There's a heartache following me | There's a heartache following me | There's a heartache following me | There's a heartache following me | There's a heartache following me | There's a heartache following me |
| Hitlijst                         | Datum van binnenkomst            | Week:                            | 1                                | 2                                | 3                                | 4                                | Laatste notering                 |
| -------------------------------- | -------------------------------- | -------------------------------- | -------------------------------- | -------------------------------- | -------------------------------- | -------------------------------- | -------------------------------- |
| Nederlandse Top 40               | 02-01-1965                       | Positie:                         | 11                               | 31                               | 30                               | 30                               | 23-01-1965                       |